# Гаазе Георгій Германович
Гаазе Георгій Германович (16 (29) березня 1906, Одеса — 26 лютого 1971, Київ) — український арфіст, музичний педагог, заслужений артист Української РСР (1951).
У 1927 році закінчив Одеську консерваторію (клас Йосипа Пермана).
У 1927—1931 — артист оркестрів Одеського, Київського (1934—1936, 1944—1955) і Тбіліського (1936—1944) театрів опери і балету. Проводив активну концертну діяльність. У 1931 гастролював у Москві, Воронежі, Новосибірську, Тбілісі.
З 1932 Георгій Гаазе працював солістом оркестру Київського державного театру опери та балету та симфонічного оркестру Київської філармонії.
Відрізнявся віртуозною технікою гри на арфі і хорошим сильним звучанням інструмента. За свою виконавську кар'єру, крім сольних програм, часто виступав з симфонічним оркестром, грав з такими видатними диригентами, як Й. Прібік, О. Фрід, А. Маргулян, С. Столерман, О. Павлов-Арбенін та ін. Крім того, часто виступав у складі різних ансамблів і з вокалістами.
Викладав у Київській та Тбіліській консерваторіях.
За роки педагогічної роботи в Київській консерваторії Г. Г. Гаазе виховав блискучу плеяду арфістів, серед яких лауреати міжнародних конкурсів Дагмара Зеднік, Елеонора Манзій, Л. Брамінська, Л. Рубінштейн та ін.
У 1955 році вийшов на пенсію. Помер у Києві в 1971 році.